# 窪田村 (山形県)
窪田村（くぼたむら）は、山形県南置賜郡にあった村。現在の米沢市中心部の北方、米沢南陽道路米沢北インターチェンジ周辺にあたる。

## 地理
- 河川：最上川、鬼面川

## 歴史
- 1889年（明治22年）4月1日 - 町村制の施行により、中田村、小瀬村、藤泉村、東江股村、矢野目村および宮井村の一部、東置賜郡窪田村の区域をもって発足。
- 1954年（昭和29年）11月1日 - 米沢市に編入。同日窪田村廃止。

## 交通

### 道路
- 一級国道
  - 国道13号

現在は旧村域に米沢南陽道路の米沢北インターチェンジが所在するが、当時は未開通。